# VfR Hansa Elbing
VfR Hansa Elbing (celým názvem: Verein für Rasenspiele Hansa Elbing) byl německý sportovní klub, který sídlil v pruském městě Elbing (dnešní Elbląg ve Varmijsko-mazurském vojvodství). Založen byl v roce 1910, zanikl v roce 1945 po sovětsko-polské anexi Pruska. Klubové barvy byly žlutá a černá.
Své domácí zápasy odehrával na stadionu Jahnsportplatz.

## Historické názvy
- 1910 – SC Hansa 1910 Elbing (Sportclub Hansa 1910 Elbing)
- 19?? – VfR Hansa Elbing (Verein für Rasenspiele Hansa Elbing)
- 1939 – KSG Viktoria/Hansa/1905 Elbing (Kriegsspielgemeinschaft Viktoria/Hansa/1905 Elbing)
- 1940 – VfR Hansa Elbing (Verein für Rasenspiele Hansa Elbing)

## Účast v nejvyšší soutěži
- Gauliga Ostpreußen: 1936/37, 1937/38
- Gauliga Danzig-Westpreußen: 1940/41, 1941/42

## Umístění v jednotlivých sezonách
Stručný přehled
Zdroj: 
- 1936–1938: Gauliga Ostpreußen – sk. Danzig
- 1938–1939: Bezirksliga Ostpreußen
- 1939–1940: Gauliga Ostpreußen
- 1940–1942: Gauliga Danzig-Westpreußen

Jednotlivé ročníky
Zdroj: 
Legenda: Z – zápasy, V – výhry, R – remízy, P – porážky, VG – vstřelené góly, OG – obdržené góly, +/- – rozdíl skóre, B – body, červené podbarvení – sestup, zelené podbarvení – postup, fialové podbarvení – reorganizace, změna skupiny či soutěže
| Velkoněmecká říše (1936 – 1942) |                                 |        |    |   |   |    |    |    |     |    |        |
| Sezóny                          | Liga                            | Úroveň | Z  | V | R | P  | VG | OG | +/- | B  | Pozice |
| 1936/37                         | Gauliga Ostpreußen – sk. Danzig | 1      | 12 | 1 | 0 | 11 | 12 | 47 | -35 | 2  | 7.     |
| 1937/38                         | Gauliga Ostpreußen – sk. Danzig | 1      | 12 | 2 | 4 | 6  | 14 | 32 | -18 | 8  | 6.     |
| 1938/39                         | Bezirksliga Ostpreußen          | 2      | …  | … | … | …  | …  | …  | …   | …  |        |
| 1939/40                         | Gauliga Ostpreußen              | 1      | 6  | 1 | 0 | 5  | 11 | 18 | -7  | 2  | 7.     |
| 1940/41                         | Gauliga Danzig-Westpreußen      | 1      | 10 | 4 | 2 | 4  | 22 | 26 | -4  | 10 | 2.     |
| 1941/42                         | Gauliga Danzig-Westpreußen      | 1      | 18 | 3 | 3 | 12 | 20 | 45 | -25 | 9  | 10.    |

Poznámky:
- 1939/40: Klub v soutěži účinkoval pod společným názvem KSG Viktoria/Hansa/1905 Elbing.